# Woozi
 (septembre 2023).
La mise en forme du texte ne suit pas les recommandations de Wikipédia : il faut le « wikifier ».
Les points d'amélioration suivants sont les cas les plus fréquents. Le détail des points à revoir est peut-être précisé sur la page de discussion.
- Les titres sont pré-formatés par le logiciel. Ils ne sont ni en capitales, ni en gras.
- Le texte ne doit pas être écrit en capitales (les noms de famille non plus), ni en gras, ni en italique, ni en « petit »…
- Le gras n'est utilisé que pour surligner le titre de l'article dans l'introduction, une seule fois.
- L'italique est rarement utilisé : mots en langue étrangère, titres d'œuvres, noms de bateaux, etc.
- Les citations ne sont pas en italique mais en corps de texte normal. Elles sont entourées par des guillemets français : « et ».
- Les listes à puces sont à éviter, des paragraphes rédigés étant largement préférés. Les tableaux sont à réserver à la présentation de données structurées (résultats, etc.).
- Les appels de note de bas de page (petits chiffres en exposant, introduits par l'outil «  Source ») sont à placer entre la fin de phrase et le point final[comme ça].
- Les liens internes (vers d'autres articles de Wikipédia) sont à choisir avec parcimonie. Créez des liens vers des articles approfondissant le sujet. Les termes génériques sans rapport avec le sujet sont à éviter, ainsi que les répétitions de liens vers un même terme.
- Les liens externes sont à placer uniquement dans une section « Liens externes », à la fin de l'article. Ces liens sont à choisir avec parcimonie suivant les règles définies. Si un lien sert de source à l'article, son insertion dans le texte est à faire par les notes de bas de page.
- La présentation des références doit suivre les conventions bibliographiques. Il est recommandé d'utiliser les modèles {{Ouvrage}}, {{Chapitre}}, {{Article}}, {{Lien web}} et/ou {{Bibliographie}}. Le mode d'édition visuel peut mettre en forme automatiquement les références.
- Insérer une infobox (cadre d'informations à droite) n'est pas obligatoire pour parachever la mise en page.

Pour une aide détaillée, merci de consulter Aide:Wikification.
Si vous pensez que ces points ont été résolus, vous pouvez retirer ce bandeau et améliorer la mise en forme d'un autre article.
Lee Ji-hoon (coréen : 이지훈 ; né le 22 novembre 1996), mieux connu sous son nom de scène Woozi (coréen : 우지), est un chanteur, auteur-compositeur et producteur de disques sud-coréen. Il est membre du boys band sud-coréen Seventeen. Outre son travail en tant que soliste et avec Seventeen, Woozi a également écrit et composé pour d'autres artistes K-pop tels que Ailee, IOI et Fromis_9.

## Débuts
Dès l'enfance, Woozi a étudié la musique classique et a appris à jouer de la clarinette et plusieurs autres instruments. Il a ensuite auditionné chez Pledis Entertainment et a rencontré son professeur de chant, Bumzu, qui deviendra par la suite son collaborateur fréquent. Il est diplômé de la Hanlim Multi Art School et s'est ensuite inscrit à l'Université de Hanyang.

## Carrière

### 2015-présent: débuts avec Seventeen et activités solo
Le 26 mai 2015, Woozi a fait ses débuts dans le groupe de K-pop Seventeen avec le single «Adore U». Il a co-écrit et co-produit chaque morceau de leur premier EP ( Extended Play ) 17 Carat. Il est depuis devenu le producteur principal de Seventeen avec Bumzu, et a écrit la majeure partie de la discographie du groupe,.
Peu de temps après, Woozi a également commencé à écrire pour d’autres artistes. En 2016, il a co-écrit avec Ailee les paroles de sa collaboration avec Eric Nam, "Feelin'". En 2017, Woozi a écrit le dernier single du groupe de projet IOI, «Downpour», pour lequel il fut récompensé. Plus tard cette année-là, il a donné la chanson "Thankful for You" ( 지금까지 행복했어요) à Baekho, chanteur du boys band NU'EST W, qui figurait dans le premier EP du groupe W, Here. Woozi est devenu un membre à part entière de la Korea Music Copyright Association en 2019. Le 15 octobre 2019, Woozi a sorti la chanson «Miracle» qui figure sur la bande originale de la série télévisée The Tale of Nokdu.
En 2021, il a produit pour Hoshi, autre membre de Seventeen, la chanson «Spider», qui a débuté au numéro cinq du classement Billboard World Digital Song Sales,. Cette même année, Woozi a remporté le prix du meilleur producteur aux Asia Artist Awards, devenant ainsi le plus jeune lauréat de ce prix de l'histoire de la cérémonie. Il a sorti sa première mixtape, Ruby, le 3 janvier 2022. Son single, son premier morceau écrit intégralement en anglais, atteint le numéro un des charts iTunes dans au moins 18 régions différentes, dont le Chili, le Mexique, l'Indonésie et les Philippines

## Discographie

### Singles
| Titre                                     | Année | Meilleure Position | Ventes       | Album |
| Titre                                     | Année | COR                | Ventes       | Album |
| ----------------------------------------- | ----- | ------------------ | ------------ | ----- |
| "Ruby"                                    | 2022  | -                  | -            | -     |
| "YOSM" ( 요즈음 ) (Kanto featuring Woozi) | 2016  | 99                 | KOR : 25 591 | 14216 |

### Singles promotionnels
| Titre     | Année | Tableau des pics | Album                 |
| Titre     | Année | COR              | Album                 |
| --------- | ----- | ---------------- | --------------------- |
| "Miracle" | 2019  | —                | Le Conte de Nokdu OST |

## En tant que producteur
Tous les crédits sont tirés de la base de données KOMCA.
| Artist                     | Album                                               | Song(s) | Year |
| -------------------------- | --------------------------------------------------- | --- | ---- |
| Jeonghan x Wonwoo          | This Man                                            | - "Last night" - "Leftover" | 2024 |
| Woozi                      | What kind of future                                 | - "What kind of future" | 2024 |
| Dino                       | Wait                                                | - "Wait" | 2023 |
| Bss (Dk, Hoshi, Seungkwan) | Second Wind                                         | - "7PM" (ft.Peder Elias) |      |
| Hoshi                      | Tiger                                               | - "Tiger" (ft.Tiger JK) | 2022 |
| The8                       | Hai Cheng                                           | - "Hai Cheng" | 2022 |
| Woozi                      | Ruby                                                | - "Ruby" | 2022 |
| Hoshi                      | Spider                                              | - "Spider" | 2021 |
| fromis_9                   | Fun Factory                                         | - "Love RumPumPum" | 2019 |
| I.O.I                      | "Downpour"                                          | - "Downpour" | 2017 |
| Ailee                      | "A New Empire"                                      | - "Feelin" - "Live or Die" | 2016 |
| Seventeen                  | 17 is right here                                    | - "LALALI" - "SPELL" - "CHEERS TO YOUTH" - "24H" (Korean ver.) - "Call Call Call!" (Korean ver.) - "Dream" (Korean ver.) - "IMA -Even if the world ends tomorrow" (Korean ver.) - "Not alone" (Korean ver.) - "Power of Love" (Korean ver.) | 2024 |
| Seventeen                  | FML                                                 | - F*ck My Life - Super - I Don't Understand But I Luv U - Dust - April shower | 2023 |
| Seventeen                  | Sector 17                                           | - "Circles" - "World" - "Fallin' Flower (Korean Ver)" - "Cheers!" | 2022 |
| Seventeen                  | Face the Sun                                        | - "Darl+ing" - "Hot" - "Don Quixote" - "March" - "Domino" - "Shadow" - "'Bout You" - "IF you leave me" - "Ash" | 2022 |
| Seventeen                  | Power of Love                                       | - "Power of Love" | 2021 |
| Seventeen                  | Attacca                                             | - "To You" - "Rock with you" - "Crush" - "PANG!" - "Imperfect Love" - "I can't runaway" - "2 minus 1" | 2021 |
| Seventeen                  | Your Choice                                         | - "Heaven's Cloud" - "Ready to love" - "Anyone" - "GAM3 BO1" - "Wave" - "Same dream same mind same night" | 2021 |
| Seventeen                  | Not Alone                                           | - "Not Alone" | 2021 |
| Seventeen                  | Semicolon                                           | - "Home;run" - "Doremi" - "Light a flame" - "Ah Love!" - "All My Love" | 2020 |
| Seventeen                  | "24h"                                               | - "24h" | 2020 |
| Seventeen                  | Heng:garæ                                           | - "Fearless" - "Left &amp; Right" - "I Wish" - "My My" - "Kidult" - "Together" | 2020 |
| Seventeen                  | "Fallin' flower"                                    | - "Fallin' flower" | 2020 |
| Seventeen                  | An Ode                                              | - "Hit" - "Lie Again" - "Fear" - "Let me hear you say" - "247" - "Second Life" - "Network Love" - "Lucky" - "Snap Shoot" - "Happy Ending"                                                                                                   | 2019 |
| Seventeen                  | You Made My Dawn                                    | - "Good To Me" - "Home" - "Hug" - "Getting Closer" | 2019 |
| Seventeen                  | You Make My Day                                     | - "Oh My!" - "Holiday" - "Come to me" - "Moonwalker" - "Our dawn is hotter than day" | 2018 |
| Seventeen                  | We Make You                                         | - "Call Call Call!" | 2018 |
| Seventeen                  | Director's Cut                                      | - "Thinkin' About You" - "Thanks" - "Run to you" - "Falling For U" | 2018 |
| Seventeen                  | Teen, Age                                           | - "Intro. New World" - "Change Up" - "Without You" - "Clap" - "Bring it" - "Lilili Yabbay" - "Pinwheel" - "Flower" - "Rocket" - "Campfire" - "Outro. Incompletion"                                                                          | 2017 |
| Seventeen                  | Al1                                                 | - "Don't Wanna Cry" - "Habit" - "Swimming Fool" - "Crazy in Love" - "Who" | 2017 |
| Seventeen                  | Going Seventeen                                     | - "Beautiful" - "Boom Boom" - "Fast Pace" - "Don't Listen in Secret" - "I Don't Know" - "Smile Flower" | 2016 |
| Seventeen                  | Love &amp; Letter Repackage Album                   | - "NO.F.U.N" - "Very Nice" - "Healing" - "Simple" | 2016 |
| Seventeen                  | Love &amp; Letter                                   | - "Chuck" - "Pretty U" - "Still Lonely" - "Popular Song" - "Say Yes" - "Drift Away" - "Adore U" - "Monday To Saturday" - "Shining Diamonds" - "Love&Letter"                                                                                 | 2016 |
| Seventeen                  | Boys Be                                             | - "Fronting" - "Mansae" - "When I Grow Up" - "OMG" - "Rock" | 2015 |
| 17 Carat                   | - "Shining Diamonds" - "Adore U" - "Jam Jam" - "20" | | 2015 |

## Récompenses et nominations
| Prix               | Année | Catégorie           | Nommé(s) / œuvre(s) | Résultat | Ref. |
| ------------------ | ----- | ------------------- | ------------------- | -------- | ---- |
| Asia Artist Awards | 2021  | Meilleur producteur | Lauréat             | [ 14 ]   |      |
| Melon Music Awards | 2017  | "Hot Trend Award"   | Nomination          | [ 18 ]   |      |